# Kagunguli
Kagunguli è una circoscrizione rurale (rural ward) della Tanzania situata nel distretto di Ukerewe, regione di Mwanza. Conta una popolazione di 25 130 abitanti (censimento 2012).